# شهرداری کامنیک
شهرداری کامنیک (به لاتین: Municipality of Kamnik) یک منطقهٔ مسکونی در اسلوونی است که در اسلوونی واقع شده‌است. شهرداری کامنیک ۲۶۶ کیلومتر مربع مساحت و ۲۸٬۹۹۹ نفر جمعیت دارد.